# 1A villamos (Budapest)
A budapesti 1A jelzésű villamos a Bécsi út / Vörösvári út és a Népliget metróállomás között közlekedik a Hungária körgyűrűn. A viszonylatot a Budapesti Közlekedési Központ megrendelésére a Budapesti Közlekedési Zrt. üzemelteti. Eredetileg az M3-as metróvonal középső szakaszának átépítése miatt indult 1M jelzéssel alternatív utazási irányokat megcélzó metrópótló viszonylatként, csúcsidei betétjáratként.

## Története
Az 1-es villamos 2000. decemberi meghosszabbításával 18-ától kiegészítő betétjárata indult a Bécsi út és a Népliget között. 2015-ben az 1-es útvonala Dél-Budáig hosszabbodott, ekkor a betétjárat megszűnt. 2020. november 9-én az M3-as metró felújítása miatt alternatív céljáratként indult 1M jelzéssel, a belvárosi forgalom tehermentesítése érdekében. A metrópótlás megszűntével, 2023. június 1-jétől ismét a régi-új 1A jelzést viseli.

## Útvonala
| Bécsi út / Vörösvári út felé |
| Népliget M vá. – Könyves Kálmán körút – Hungária körút – Róbert Károly körút – Árpád híd – Vörösvári út – Bécsi út / Vörösvári út vá. |
| Népliget felé |
| Bécsi út / Vörösvári út vá. – Vörösvári út – Árpád híd – Róbert Károly körút – Hungária körút – Könyves Kálmán körút – Népliget M vá. |

## Megállóhelyei
Az átszállási kapcsolatok között az azonos útvonalon közlekedő 1-es villamos nincsen feltüntetve. Az 1A villamoson – az 1-essel ellentétben – akadálymentes járművek nem közlekednek, azonban a megállóhelyek mindegyike akadálymentesen megközelíthető.
| 0  | Bécsi út / Vörösvári út végállomás | 31 | 17, 19, 41 137, 160, 218, 237, 260 800, 815, 820, 821, 830, 832, 840, 848 |
| 2  | Óbudai rendelőintézet              | 29 | 137, 160, 218, 237, 260 820, 821, 830, 832, 840, 848 |
| 3  | Flórián tér                        | 28 | 9, 34, 106, 111, 118, 134, 137, 218, 226, 237 800, 815, 820, 821, 830, 832, 840, 848 |
| 4  | Szentlélek tér H                   | 26 | 29, 34, 106, 118, 134, 137, 218, 226, 237 |
| 6  | Népfürdő utca / Árpád híd          | 24 | 15, 26, 34, 106 79 |
| 8  | Göncz Árpád városközpont M         | 23 | 26, 32, 34, 106, 120 79 800, 815, 820, 821, 830, 832, 840, 848 |
| 10 | Honvédkórház                       | 21 | 32, 120 |
| 11 | Lehel utca / Róbert Károly körút   | 20 | 14 105, 210 |
| 13 | Vágány utca / Róbert Károly körút  | 18 | 20E, 30, 30A, 32, 105, 210, 230 |
| 14 | Kacsóh Pongrác út                  | 17 | 3, 69 72, 74, 81, 82 25, 32, 225 396, 397, 398, 399, 402, 412, 414, 422, 424, 432, 434, 435, 436, 437, 438, 439, 442 1020, 1021, 1024, 1031, 1034, 1037, 1039, 1040, 1044, 1045, 1046, 1049, 1050, 1052, 1053, 1054, 1063, 1066, 1067, 1068, 1069, 1076 |
| 16 | Erzsébet királyné útja, aluljáró   | 16 | 3, 69 70, 72, 74, 82 5 |
| 17 | Ajtósi Dürer sor                   | 14 | 72, 74 5 |
| 18 | Zugló vasútállomás                 | 13 | 72 5, 7, 7E, 8E, 108E, 110, 112, 133E S21 S50 G50 Z50 IC, sebesvonat, gyorsvonat |
| 20 | Egressy út / Hungária körút        | 11 | 77 |
| 22 | Puskás Ferenc Stadion M            | 9  | 73, 75, 77, 80 95, 130, 195 396, 397, 398, 399, 400, 402, 410, 412, 414, 422, 424, 430, 432, 434, 435, 436, 437, 438, 439, 440, 441, 442, 485, 486 1020, 1021, 1024, 1031, 1034, 1037, 1039, 1040, 1044, 1045, 1046, 1049, 1050, 1052, 1053, 1054, 1060, 1063, 1066, 1067, 1068, 1069, 1070, 1075, 1076, 1077, 1078                                         |
| 23 | Hős utca                           | 7  | |
| 25 | Hidegkuti Nándor Stadion           | 5  | 37, 37A |
| 27 | Kőbányai út / Könyves Kálmán körút | 3  | 28, 28A, 62 9, 217E |
| 29 | Vajda Péter utca                   | 1  | 99 |
| 31 | Népliget M végállomás              | 0  | 254E 83 607, 608, 626, 628, 629, 630, 631, 632, 633, 635, 636, 650, 653, 655, 656, 660, 661, 705 1080, 1081, 1085, 1087, 1090, 1092, 1094, 1110, 1111, 1113, 1115, 1120, 1121, 1125, 1131, 1134, 1136, 1172, 1173, 1174, 1175, 1176, 1177, 1183, 1184, 1185, 1188, 1189, 1190, 1193, 1194, 1201, 1205, 1212, 1215, 1216, 1229, 1251, 1253, 1254, 1257, 1268 |